# Carl-Ritter-Straße 17, 18 (Quedlinburg)

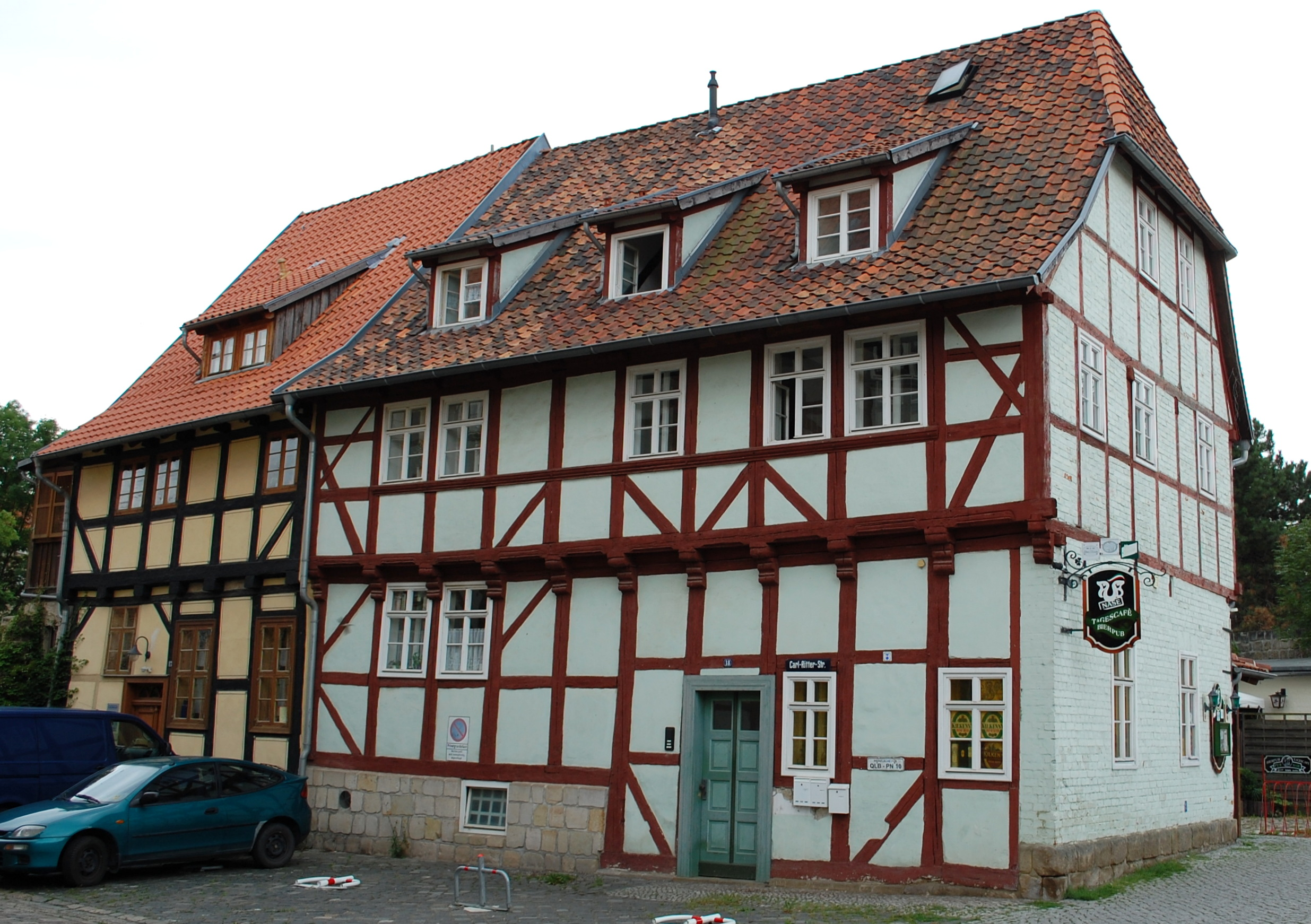
Haus Carl-Ritter-Straße 17, 18 – Nordseite

Das Haus Carl-Ritter-Straße 17, 18 ist ein denkmalgeschütztes Gebäude in der Stadt Quedlinburg in Sachsen-Anhalt.
Das Gebäude befindet sich im südlichen Teil der historischen Quedlinburger Altstadt. Es ist im Quedlinburger Denkmalverzeichnis als Bürgerhof eingetragen und gehört zum UNESCO-Weltkulturerbe.

## Architektur und Geschichte
Der Bürgerhof entstand unmittelbar an der südlichen Stadtmauer der historischen Quedlinburger Befestigungsanlagen. Zum Teil wurde die Anlage an oder auf der Stadtmauer errichtet. Sie gehörte ursprünglich zur benachbarten Straße Word. Das markante Wohnhaus wurde in Fachwerkbauweise gebaut. Nach einer Inschrift erfolgte der Bau 1686. An der Fachwerkfassade finden sich Fußstreben und die Form des Halben Manns. Bemerkenswert ist ein auf der Südseite des Hauses befindlicher, nur zwei Gebinde breiter Rücksprung der Gebäudefront. Bedeckt ist das Haus von einem hohen Krüppelwalmdach.
An das Wohnhaus schließt sich ein kleineres als Wirtschaftsbau errichtetes Fachwerkgebäude von 1681 an. Später wurde es zum Wohnhaus umgebaut. Die ehemalige Tordurchfahrt wurde dabei verbaut. Auf der Rückseite findet sich noch eine Ladeluke.